# スズキマリン
株式会社スズキマリンは、静岡県浜松市に本社を置く、日本の企業である。
スズキのボートや船外機、中古艇の販売・買取、及びマリン製品の販売、スズキマリーナの運営、レンタルボート、ボート免許教室等を中心に事業を展開している。出資比率はスズキ株式会社が100%。代表取締役は神谷泰彦、本社所在地は静岡県浜松市南区高塚町300番地。

## 概要
- 1974年12月5日 - 鈴木自動車工業株式会社特機部（現スズキ株式会社）より独立し、株式会社スズキマリーナ浜名湖として資本金1,000万円で創業[1]。
- 1993年10月 - スズキ株式会社特機船外機営業所15拠点を併合し、社名を株式会社スズキマリンに変更、本社を湖西市から浜松市高塚町に移し、資本金1億円とする。
- 1994年10月 - 三河湾（愛知県）へスズキマリーナ三河御津をオープン
- 1996年7月 - 本社をマリーナ浜名湖（湖西市）に移し、社名を株式会社スズキマリーナと改称。同時に全国16営業所を分離し株式会社スズキマリンを設立
- 1999年6月 - 株式会社スズキマリーナと株式会社スズキマリンが合併し、存続会社である株式会社スズキマリーナの社名を株式会社スズキマリンに変更し、本社所在地を浜松市高塚町に改める

## 製品
プレジャーボートやエンジン、船外機の国内向け商品の販売を行っている。